# 木爾坦營地車站
木爾坦營地車站是巴基斯坦旁遮普省木爾坦市的主要鐵路車站。由巴基斯坦鐵路公司管理，位於喀拉蚩－白沙瓦鐵路線上。